# Tetsuko Kuroyanagi
Tetsuko Kuroyanagi (黒柳 徹子?) (Tokio, 9 de agosto de 1933) es una actriz y presentadora de televisión japonesa, embajadora internacional de buena voluntad de Unicef.

## Biografía
Kuroyanagi nació en el barrio tokiota de Nogisaka (actual Minato) en 1933. Su padre era violinista y concertino en la orquesta de la radiodifusión pública (NHK), y ella también recibió formación específica en la Escuela de Música de Tokio para convertirse en cantante de ópera. Sin embargo, al graduarse mostró mayor interés por la emergente industria audiovisual. En 1953 fue contratada por la NHK como parte del elenco de actrices en los seriales radiofónicos, y más tarde se convertiría en la primera japonesa con un contrato exclusivo para trabajar en la televisión.
Kuroyanagi ha participado en el Kōhaku Uta Gassen en diferentes etapas: como anfitriona del equipo rojo en 1958 y desde 1980 hasta 1983, y como presentadora en 2015.
Desde el 2 de febrero de 1976 ha presentado en TV Asahi el primer talk show de la televisión japonesa, Tetsuko no Heya, caracterizado por entrevistar en un ambiente distendido a famosos de diferentes ámbitos, tales como Kenzaburo Oe, Osamu Tezuka o Margaret Thatcher. El programa resultó muy popular en aquella época porque, hasta entonces, la sociedad nipona no estaba acostumbrada a que una mujer condujese un espacio de entrevistas y éstas solían ser más formales. El 27 de mayo de 2015, Tetsuko Kuroyanagi fue incluida en el Libro Guinness de los récords como la mujer que más tiempo lleva al frente del mismo programa de televisión, al superar las 10.000 ediciones en 41 años.

## Labor humanitaria
A nivel internacional, Kuroyanagi se hizo muy popular en 1981 al publicar el cuento Totto-chan: La niña en la ventana, una autobiografía en la que narra la educación poco convencional que había recibido en la escuela durante la Segunda Guerra Mundial. La obra, dedicada a su maestro Sosaku Kobayashi, ha sido uno de los mayores best seller de la literatura japonesa y se ha publicado en más de 30 países. Los beneficios de la obra sirvieron para crear la fundación Totto Foundation, que financia diversos proyectos de integración social.
A raíz de este éxito, la presentadora es embajadora internacional de buena voluntad de Unicef desde 1984, convirtiéndose en la primera asiática que ha conseguido el puesto. Al margen de su carrera profesional, dedica tiempo a visitar las obras de Unicef en países emergentes de Asia y África, ayudando a los niños que habían sufrido la guerra y los desastres naturales. En total ha invertido más de 20 millones de dólares en diferentes proyectos de la organización, recaudados casi siempre a través de campañas de televisión. En 1997 publicó un nuevo libro, Los niños de Totto-chan, en el que explica su trabajo como embajadora.
Además, en 1996 fue nombrada directora para Japón del Fondo Mundial para la Naturaleza.
En 2003, el emperador Akihito condecoró a Tetsuko Kuroyanagi con la Orden del Tesoro Sagrado.

## Filmografía
- Jack y la bruja (doblaje) (1967)[9]
- Kihachirō Kawamoto's Breaking of Branches Is Forbidden (doblaje) (1968)[10]
- Summer Soldiers (1972)[11]
- The Book of the Dead (doblaje) (2005)